# Summer Isles

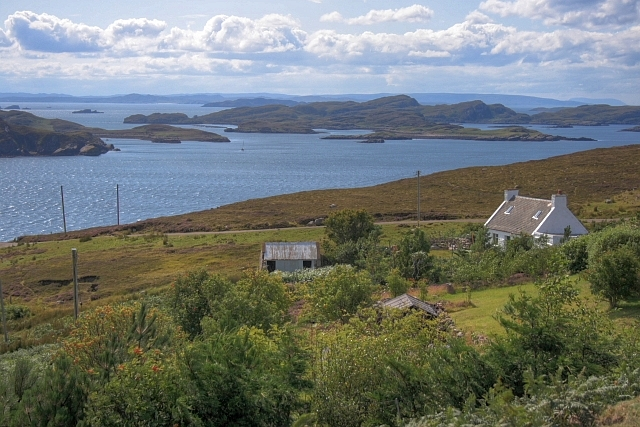
Blick auf die Summer Isles von Polbain, westlich von Achiltibuie

Die Summer Isles (deutsch Sommerinseln schottisch-gälisch Na h-Eileanan Samhraidh) sind ein Archipel aus 29 Inseln in der Mündung des Loch Broom bei Ullapool in den Northwest Highlands in Schottland. Die Inseln sind Teil der Assynt-Coigach National Scenic Area.

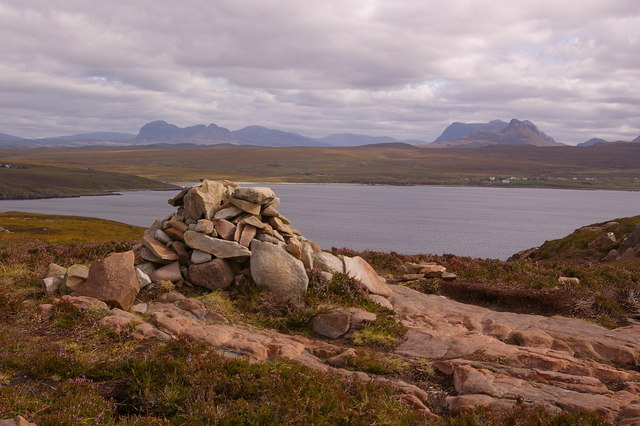
Tanera Mòr

Tanera Mòr, die größte der Inseln, ist als einzige bewohnt. Früher diente sie als Standort einer Lachsfarm sowie für weitere Fischereiaktivitäten und war nach deren Ende ab 1991 zeitweise unbewohnt. Es gibt einige Ferienhäuser, ein Café und eine private Post, die seit 1970 (mit Unterbrechung von 2013 bis 2016) eigene Briefmarken druckt, nachdem die Royal Mail die Bedienung der Insel eingestellt hatte. 2017 wechselte die Insel für knapp 1,7 Mio. Pfund Sterling den Besitzer. Der neue Eigentümer Ian Wace, ein Hedgefonds-Manager, will die Insel zu einem Ferienresort für bis zu 60 Gäste entwickeln, wofür vorhandene Gebäude genutzt sowie verfallene Cottages und Ruinen wieder aufgebaut werden sollen. Die Insel hat keine Straßen und der einzige erkennbare Pfad führt um die geschützte Bucht an der Ostseite der Insel. Von Achiltibuie und Ullapool fahren Boote zur Insel. 
Andere größere Inseln sind:
- Bottle Island
- Eilean Dubh
- Eilean Mullagrach
- Horse Island
- Isle Martin
- Isle Ristol
- Priest Island (Eilean a' Chlèirich)
- Tanera Beag

Summer Isles
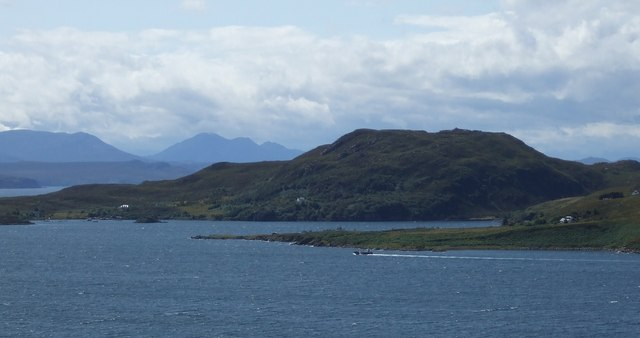
Tanera Mòr
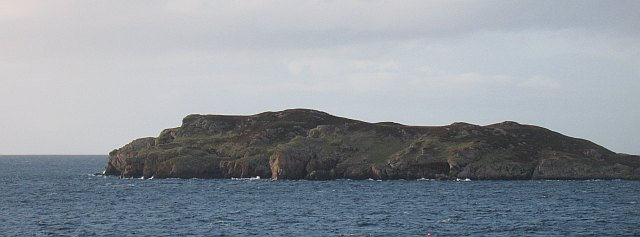
Bottle Island
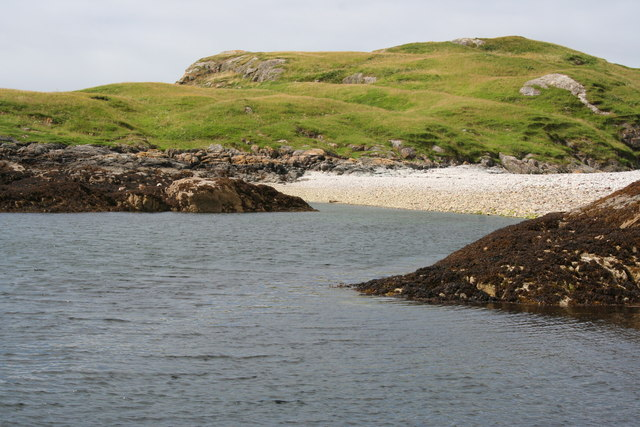
Eilean Dubh
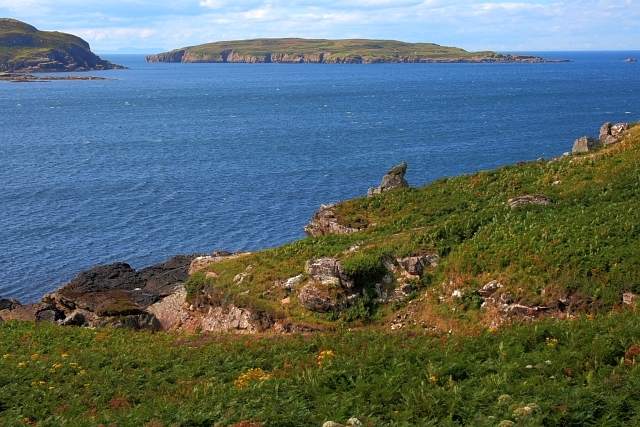
Eilean Mullagrach
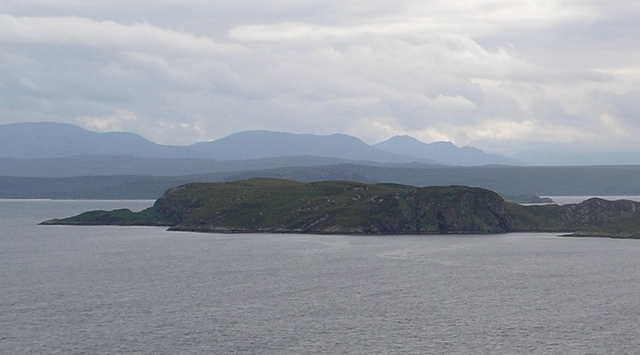
Horse Island
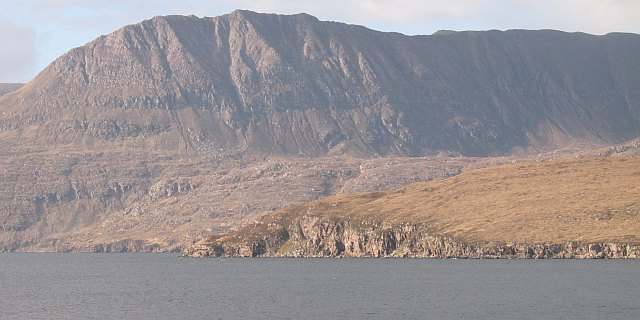
Isle Martin
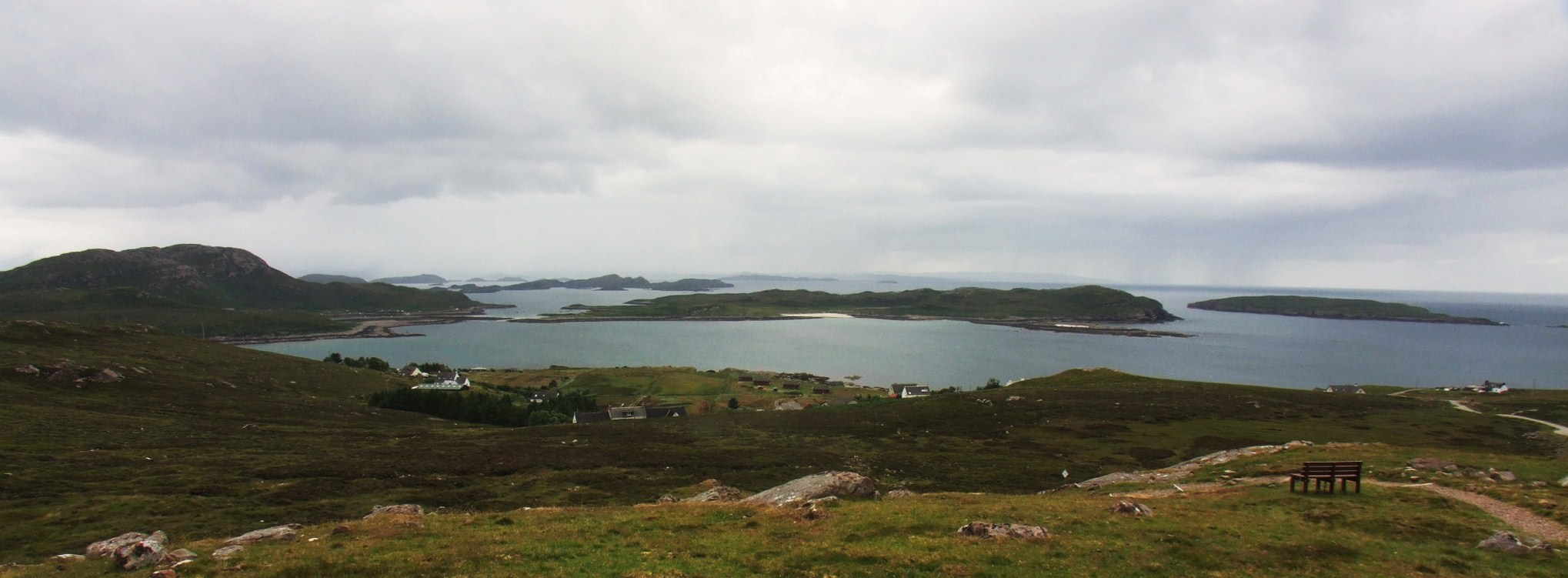
Isle Ristol
Priest Island
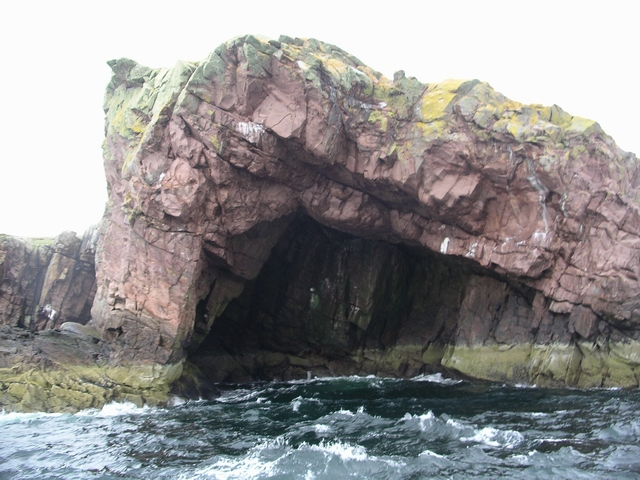
Cathedral cave, Tanera Beg
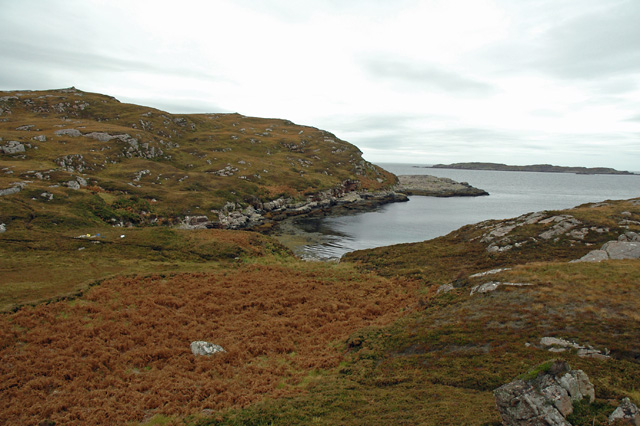
Tanera Beg
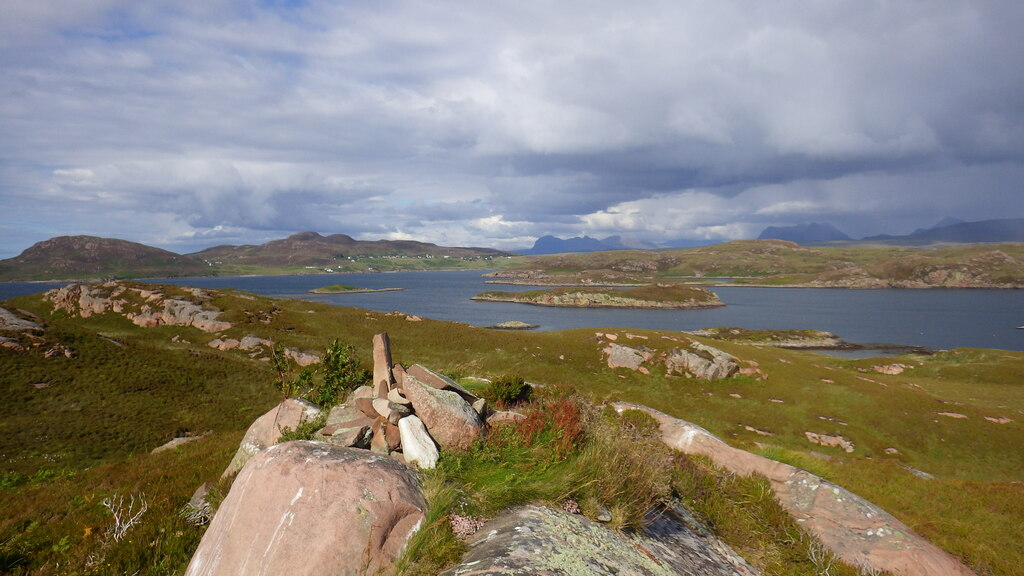
Fada Mòr